# Sam Krant
Sam Pieter Krant (14 mei 1998) is een Nederlands voetballer die als middenvelder voor VV Sparta Nijkerk speelt.

## Carrière
Sam Krant speelde in de jeugd van Almere City FC, waar hij sinds 2017 bij Jong Almere City FC speelt. In het seizoen 2017/18 promoveerde hij met Jong Almere naar de Tweede divisie. Krant debuteerde voor het eerste elftal van Almere City FC op 21 september 2018, in de met 4-1 gewonnen uitwedstrijd tegen FC Den Bosch. Hij kwam in de 83e minuut in het veld voor Niek Vossebelt. Vanaf het seizoen 2020/2021 speelt Krant voor Sparta Nijkerk.

### Statistieken

#### Beloften
| Seizoen                       | Club                | Land            | Competitie        | Competitie | Competitie | Overig | Overig | Totaal | Totaal |
| Seizoen                       | Club                | Land            | Competitie        | Wed.       | Dlp.       | Wed.   | Dlp.   | Wed.   | Dlp.   |
| ----------------------------- | ------------------- | --------------- | ----------------- | ---------- | ---------- | ------ | ------ | ------ | ------ |
| 2017/18                       | Jong Almere City FC | Nederland       | Derde divisie za. | 25         | 0          | 4      | 0      | 29     | 0      |
| 2018/19                       | Jong Almere City FC | Nederland       | Tweede divisie    | 26         | 2          | –      | –      | 26     | 2      |
| 2019/20                       | Jong Almere City FC | Nederland       | Derde divisie za. | 19         | 2          | –      | –      | 19     | 2      |
| Totaal beloften               | Totaal beloften     | Totaal beloften | Totaal beloften   | 70         | 4          | 4      | 0      | 74     | 4      |
| Bijgewerkt op 19 januari 2021 |                     |                 |                   |            |            |        |        |        |        |

#### Senioren
| Seizoen                       | Club              | Land            | Competitie        | Competitie | Competitie | Beker | Beker | Overig | Overig | Totaal | Totaal |
| Seizoen                       | Club              | Land            | Competitie        | Wed.       | Dlp.       | Wed.  | Dlp.  | Wed.   | Dlp.   | Wed.   | Dlp.   |
| ----------------------------- | ----------------- | --------------- | ----------------- | ---------- | ---------- | ----- | ----- | ------ | ------ | ------ | ------ |
| 2018/19                       | Almere City FC    | Nederland       | Eerste divisie    | 1          | 0          | 0     | 0     | 0      | 0      | 1      | 0      |
| 2019/20                       | Almere City FC    | Nederland       | Eerste divisie    | 0          | 0          | 0     | 0     | –      | –      | 0      | 0      |
| 2020/21                       | VV Sparta Nijkerk | Nederland       | Derde divisie za. | 5          | 0          | 2     | 0     | –      | –      | 7      | 0      |
| Totaal senioren               | Totaal senioren   | Totaal senioren | Totaal senioren   | 6          | 0          | 2     | 0     | 0      | 0      | 8      | 0      |
| Carrièretotaal                | Carrièretotaal    | Carrièretotaal  | Carrièretotaal    | 76         | 4          | 2     | 0     | 4      | 0      | 82     | 4      |
| Bijgewerkt op 19 januari 2021 |                   |                 |                   |            |            |       |       |        |        |        |        |